# Demish Gaye
Demish Gaye (né le 20 janvier 1993) est un athlète jamaïcain, spécialiste du 400 mètres.

## Biographie
Médaillé de bronze du relais 4 x 400 m lors des relais mondiaux de 2017, il descend pour la première fois de sa carrière sous les 45 secondes sur 400 m en 2017 en réalisant 44 s 85 le 6 mai à Kingston, puis 44 s 64 le 25 juin lors des championnats de Jamaïque, toujours à Kingston.
Il se classe 4e des championnats du monde 2019 à Doha en 44 s 46, record personnel.

## Palmarès
| Date | Compétition                    | Lieu       | Résultat | Épreuve         | Temps         |
| ---- | ------------------------------ | ---------- | -------- | --------------- | ------------- |
| 2016 | Championnats du monde en salle | Portland   | 4e       | 4 x 400 m       | 3 min 06 s 02 |
| 2017 | Relais mondiaux de l'IAAF      | Nassau     | 3e       | 4 x 400 m       | 3 min 02 s 86 |
| 2017 | Championnats du monde          | Londres    | 6e       | 400 m           | 45 s 04       |
| 2018 | Jeux du Commonwealth           | Gold Coast | 6e       | 400 m           | 45 s 56       |
| 2018 | Jeux du Commonwealth           | Gold Coast | 3e       | 4 × 400 m       | 3 min 1 s 97  |
| 2019 | Relais mondiaux de l'IAAF      | Yokohama   | 2e       | 4 x 400 m       | 3 min 01 s 57 |
| 2019 | Jeux panaméricains             | Lima       | 2e       | 400 m           | 44 s 94       |
| 2019 | Championnats du monde          | Doha       | 4e       | 400 m           | 44 s 46       |
| 2022 | Championnats du monde          | Eugene     | 5e       | 4 x 400 mixte   | 3 min 12 s 71 |
| 2022 | Championnats NACAC             | Freeport   | 2e       | 4 × 400 m       | 3 min 5 s 47  |
| 2022 | Championnats NACAC             | Freeport   | 2e       | 4 × 400 m mixte | 3 min 14 s 08 |

## Records
| Épreuve | Performance | Lieu | Date           |
| ------- | ----------- | ---- | -------------- |
| 400 m   | 44 s 46     | Doha | 4 octobre 2019 |